# 헤르조기안투스 바기나투스
헤르조기안투스 바기나투스(Herzogianthus vaginatus)는 손꼴가시이끼목에 속하는 우산이끼류의 일종이다. 헤르조기안투스과(Herzogianthaceae)와 헤르조기안투스속(Herzogianthus)의 유일종이다.